# Три мушкетёра (фильм, 2023)
«Три мушкетёра» (англ. The Three Musketeers) — историко-приключенческий фильм британского режиссёра Билла Томаса по мотивам одноимённого романа Александра Дюма, премьера которого состоялась 16 марта 2023 года. Главную роль в картине сыграл темнокожий киноактёр Малакай Пуллар-Лачман. Фильм получил негативные отзывы критиков.

## Сюжет
Литературной основой сценария стал роман Александра Дюма «Три мушкетёра». Действие фильма происходит во Франции в 1625—1628 годах. Юный гасконский дворянин д’Артаньян приезжает в Париж, где находит верных друзей, обретает любовь и встаёт на пути всесильного кардинала Ришельё. Последний планирует убить короля Людовика XIII во время охоты и обвинить во всём капитана де Тревиля, но мушкетёры разрушают этот замысел. В отличие от романа Дюма, в картине не появляются королева Анна Австрийская и Констанция Бонасье.

## В ролях
- Малакай Пуллар-Лачман — д’Артаньян
- Бен Фриман — Атос
- Дэвид О’Махони — Портос
- Джейк Дж. Меньяни — Арамис
- Роланд Стоун — капитан де Тревиль
- Том Тэплин — Людовик XIII
- Софи-Луиз Крэйг — мадам де Шеврёз
- Джеймс Космо — кардинал Ришельё
- Джеймс Оливер Уитли — граф Рошфор
- Майкл Хиггс — де Жюссак
- Стэнли Браун — Бернажу
- Прия Калидас — Миледи Винтер

## Создание и оценки
Режиссёром фильма стал Билл Томас — малоизвестный британский кинематографист. На роль д’Артаньяна он пригласил темнокожего актёра Малахию Пуллар-Лачман, до этого снимавшегося только в нескольких короткометражных фильмах и одном малобюджетном хорроре. Сценарий картины написал Рэй Богданович.
Фильм вышел в прокат 16 марта 2023 года. На сайте-агрегаторе отзывов Rotten Tomatoes его рейтинг составил всего 9 %. Во Франции картину раскритиковали из-за сюжета и кастинга, назвав «покушением на Дюма». Обозреватель «Коммерсанта» Михаил Трофименков написал в своей рецензии, что режиссёр собрал в «Трёх мушкетёрах» «выдающуюся коллекцию актерских бездарностей». По словам критика, новая экранизация — «бессмысленная поделка», в которой почти ничего не осталось от романа Дюма, а выбор актёра на главную роль ничем не обоснован. «Может быть, фильм Томаса — изощренная месть англичан французам за все исторические обиды, накопившиеся между соседями со времен Столетней войны? — пишет Трофименков. — Иначе объяснить сам факт его существования невозможно».